# Ruth Osburnová
Ruth Osburnová (24. dubna 1912 Missouri – 8. ledna 1994 Tucson) byla americká atletka, která startovala hlavně v hodu diskem. Narodila se v Shelbyville, Missouri.
Startovala za Spojené státy v roce 1932 na letních olympijských hrách v Los Angeles, kde získala stříbrnou medaili v hodu diskem za Lillian Copelandovou.